# Jean-Yves Rochex
Jean-Yves Rochex est un psychologue (chercheur), chercheur et professeur émérite de sciences de l'éducation à l'université de Paris 8.
Ses principaux champs d'intervention et/ou de recherche sont :
- Le rapport au savoir et rapport à l'école (notamment en milieu populaire)
- Les zones d'éducation prioritaires et la territorialisation des politiques éducatives

Il travaille dans une approche psychologique et pédagogique inspirée des travaux de Lev Vygotski.
Il participe aux recherches de l'équipe Escol et du réseau RESEIDA.

## EScol: Éducation Scolarisation
- L'équipe de recherche en sciences de l'éducation EScol (Éducation et scolarisation) de l'université Paris 8 a été fondée en 1987 par Bernard Charlot.
- En 2013, elle est sous la responsabilité de Stéphane Bonnéry et est une composante de l'équipe d'accueil ESSI (Éducation Socialisation Subjectivation Institution), rattachée à l'école doctorale Pratiques et théories du sens (Université Paris 8).
- En 2020, toujours sous la responsabilité de Stéphane Bonnéry, Escol est un des trois axes du laboratoire CIRCEFT (Centre Interuniversitaire de Recherche "Culture, éducation, formation, travail".
- La thématique de recherche porte sur l'évolution sociohistorique des contextes et des formes d'éducation et d'enseignement ; différenciation scolaire et différenciation sociale ; socialisation scolaire et non scolaire ; recomposition des modalités du travail éducatif entre les différentes institutions que sont la famille, l'école, les associations périscolaires,...
- EScol développe également une thématique de recherche sur l'enseignement supérieur (groupe de Recherche CRES), ainsi qu'une thématique de recherche sur l'expérience du sujet en situation sociale.

## RESEIDA
Créé en 2001 à l'initiative d'Élisabeth Bautier et de Jean-Yves Rochex, le réseau RESEIDA (Recherches sur la Socialisation, l’Enseignement, les Inégalités et les Différenciations dans les Apprentissages) regroupe des équipes et des chercheurs d'institutions françaises et étrangères et de disciplines différentes autour de la question des inégalités et des processus différenciateurs à l'école. Il est engagé dans une recherche sur les contextes d'apprentissage.